# Sant Llorenç de Montgai
Sant Llorenç de Montgai és un nucli de població del municipi de Camarasa, a la comarca de la Noguera.
Durant la Guerra dels Segadors s'hi va lluitar el 22 de juny del 1645 la batalla de Sant Llorenç de Montgai, que va enfrontar les tropes franceses de Henri Harcourt de Lorena i les castellanes d'Andrea Cantelmo, que foren derrotades, sent capturat Francisco de Orozco juntament amb nombrosos soldats espanyols.
Fou municipi independent fins a mitjans del segle xix quan s'integrà a Camarasa.